# Heinrich V. (Glogau-Sagan)
Heinrich V. von Glogau-Sagan (auch Heinrich V. „der Eiserne“; polnisch Henryk V Żelazny; * 1312/21; † 13. April 1369) war von 1342 bis 1369 Herzog von Sagan, ab 1344 Herzog von (herzoglich) Glogau, 1358 bis 1361 von Steinau und ab 1361 von halb Steinau. Er entstammte dem Glogauer Zweig der Schlesischen Piasten.

## Herkunft und Familie
Heinrichs V. Eltern waren Heinrich IV. von Glogau († 1342) und Mathilde († 1323/29), Tochter des Markgrafen Hermann von Brandenburg. 1337 vermählte er sich mit Anna von Płock († 1363), Tochter des Wacław von Płock. Der Ehe entstammten die Kinder:
1. Heinrich VI. d. Ä. († 1393), Herzog von Sagan, Glogau und Crossen; ⚭ 1372 Hedwig († 1409), Tochter des Liegnitzer Herzogs Wenzel I.
2. Heinrich VII. „Rumpold“ († 1395), Herzog von Glogau, Sagan, Steinau und Guhrau
3. Heinrich VIII. († 1397), Herzog von Glogau und Sagan, ⚭ zwischen 1382 und 1388 Katharina († 1420), Tochter des Oppelner Herzogs Wladislaus II.
4. Anna († 1405), ⚭ 1361 den Troppau-Ratiborer Herzog Johann I. († 1382)
5. Hedwig († 1390), ⚭ 1. 1363 den polnischen König Kasimir des Großen († 1370); ⚭ 2. 1372 den Liegnitzer Herzog Ruprecht I. († 1409)

## Leben
Nach dem Tod seines Vaters 1342 erbte Heinrich V., der keine weiteren Brüder hatte, dessen Herzogtum Sagan. Zugleich erhob er Ansprüche auf das Herzogtum Glogau, das, wie Sagan, seit 1329 ein Lehen der Krone Böhmen war. Glogau hatte zuletzt Heinrichs V. Onkel Primislaus/Primko II. gehört, der sich geweigert hatte, dem böhmischen König Johann von Luxemburg zu huldigen und der 1331 von seinen Untertanen vergiftet worden war. Rechtmäßige Erben sollten Heinrichs V. Vater sowie dessen Bruder Johann von Steinau († 1361/64) sein. Primislaus/Primkos Witwe Konstanze wurde als Leibgedinge die Stadt Glogau zugewiesen, deren Verwaltung sie ihrem Bruder Bolko II. übertrug. Trotzdem setzte sich König Johann über die Erbansprüche hinweg und zog Glogau gewaltsam als erledigten Lehen ein. Ursächlich hierfür war, dass ihm Johann von Steinau noch vor dem Tod Primkos sein Anrecht auf das Glogauer Erbe verkauft hatte. Wegen dieser unrechtmäßigen Vorkommnisse verweigerte 1342 auch Heinrich V. dem König die Huldigung und bekämpfte ihn, um an das ehemals seinem Vater zustehende Erbe Glogaus zu gelangen.
Nachdem der polnische König Kazimir III. mit seinem Heer in Teile Großpolens einfiel, die zum Besitz der Glogauer Herzöge gehörten, bekämpfte Heinrich V. auch Polen. Dabei verwüstete Kazimir III. Steinau und besetzte Fraustadt, das Heinrich V. endgültig Polen überlassen musste. Aus Verärgerung darüber suchte Heinrich nun die Unterstützung des böhmischen Königs Johann. Diesem huldigte er schließlich am 23. November 1344. Daraufhin übertrug ihm König Johann eine Hälfte von Glogau, die nachfolgend als „herzoglich“ Glogau bezeichnet wurde, während er die andere „königliche“ Hälfte als Landesherr selbst behielt.
In der nachfolgenden Zeit hielt sich Heinrich häufig in der Nähe von König Johanns Sohn, dem Markgrafen und späteren König Karl IV. auf, dessen Politik und Diplomatie er unterstützte. 1347 nahm er an dessen Krönung in Prag teil, zwei Jahre später begleitete er ihn zum Papst nach Avignon und 1355 war er in Rom bei der Kaiserkrönung Karls IV. zugegen. Zusammen mit Nikolaus von Münsterberg war er 1356 im Auftrag Karls IV. mit einem diplomatischen Auftrag in Konstantinopel, von wo er anschließend eine Wallfahrt ins Heilige Land unternahm. 
1358 erwarb Heinrich V. von seinem Onkel Johann dessen Herzogtum Steinau. Danach verschlechterten sich Heinrichs V. Beziehungen zu König Karl, der sich dem Schweidnitzer Herzog Bolko II. angenähert hatte, um das durch Karls Vater an Bolkos Schwester Konstanze, der Witwe Primkos/Przemkos, begangene Unrecht wieder gutzumachen. Zu diesem Zweck übertrug König Karl am 10. Januar 1360 die (königliche) Hälfte von Glogau sowie halb Steinau an Bolko II. von Schweidnitz auf dessen Lebenszeit. Da Heinrich V. 1363 nach dem Tod Konstanzes, die eine Enkelin des verstorbenen polnischen Königs Władysław I. Ellenlang war, den dauerhaften Verlust der königlichen Hälfte von Glogau befürchtete, nahm er wieder Kontakt zum polnischen König Kazimir III. auf, von dem er sich Hilfe erhoffte. Zu diesem Zweck verheiratete er seine Tochter Hedwig mit dem verwitweten Kazimir III., die ihm jedoch nicht den ersehnten Thronfolger gebar.
Heinrich, dessen Beiname „der Eiserne“ darauf zurückgehen soll, dass er seine Untergebenen hart behandelte und auch seine politischen Ziele eisern verfolgte, bekämpfte auch den einheimischen Adel und kirchliche Einrichtungen. Ständige Auseinandersetzungen führte er mit dem Augustiner-Chorherrenstift Sagan. 1367 soll er vom gegnerischen Adel in der Jakobskircher Burg gefangen gehalten worden sein. Zwei Jahre später starb er. Die Vormundschaft über seine unmündigen Söhne wurde an Ruprecht I. von Liegnitz übertragen, der sich 1372 mit Heinrichs V. seit zwei Jahren verwitweten Tochter Hedwig vermählte. Die durch Heinrichs Tod V. entfachten Erbstreitigkeiten wurden von seinem Schwager Ludwig I. von Liegnitz beigelegt. Nachdem die beiden älteren Heinriche 1393 bzw. 1395 ohne Nachkommen starben, wurde Heinrichs V. Besitz unter seinem jüngsten Sohn Heinrich VIII. vereint, der die Stammfolge fortsetzte.